# Дворец (Лунинецкий район)

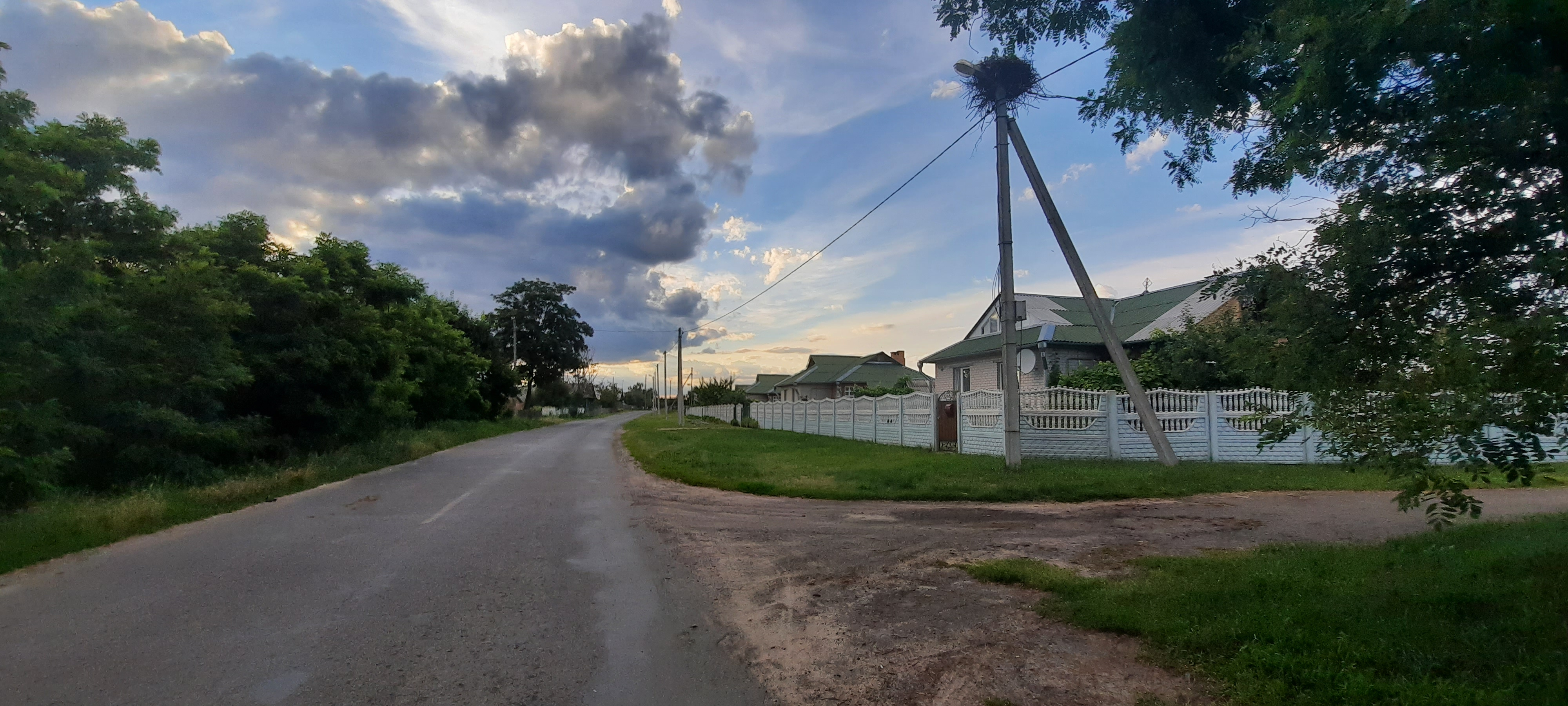

Дворе́ц (бел. Дварэц) — агрогородок в Лунинецком районе Брестской области Беларуси в Белорусском Полесье, недалеко от реки Припять. Административный центр Дворецкого сельсовета.

## География
Расположен в 10 км к востоку от города Лунинец на реке Цна. Через деревню проходит международная автотрасса Брест-Брянск (М10).

## История
Известные первые упоминания о деревнях, находящихся на территории современного Дворецкого сельсовета относятся к XV—XVI векам:
- 1493 г. Вичин — село поместья Лахва, собственность Петра Яновича Монтыгирдовича
- 1588 г. Дворец — село Новоградского повета, собственность Яна Кишки
- 1588 г. Озерница — село поместья Лахва, собственность Николая Криштофа Радзивила
- 1589 г. Любачин — село поместья Лахва
- 1613 г. Ракитно — село поместья Кожан-Городок, собственность Николая Кишки
- 1620 г. Любожердье — часть селения Лунинец

С 1921 по 1939 год, по результатам Рижского мирного договора входила в состав Лунинецкого повета Полесского воеводства Польши. В 1939 году вместе со всем Лунинецким районом вошел в состав Белорусской ССР. Во время Великой Отечественной войны весь Лунинецкий район был оккупирован фашистской Германией с 1941 по 1944 год. Жители населенных пунктов сельсовета активно участвовали в борьбе с немецко-фашистскими захватчиками. На территории действовали партизаны бригады им. Кирова. За годы войны фашистами было уничтожено более 300 мирных жителей, свыше 130 человек угнано на работы в Германию. Ушли на фронт и не вернулись более 200 местных уроженцев.
В 1948 году в д. Язвинки был создан колхоз имени Сталина. А в 1949 году колхозы: «Рекорд» в д. Яжевки, «Правда» в д. Сосновка, в д. Ракитно воссоздан довоенный колхоз имени Крупской. В 1950 году все они объединились в колхоз имени Сталина (с 1961 года — «Россия»). В конце сентября 1948 года в д. Вичин были организованы колхозы имени Калинина и «Советская Беларусь», а в д. Дворец — колхоз имени Жданова. Через год хозяйства были объединены в колхоз имени Жданова. В 1980 году этот колхоз объединился с колхозом «Россия», сохранив его название. Сейчас это СПК «Дворецкий».
В XXI веке деревня вошла одним из самых благоустроенных населенных пунктов района.
В 2008 году деревня преобразована в агрогородок.

## Геральдика
Герб учреждён Указом Президента Республики Беларусь от 2 декабря 2008 года № 659 и зарегистрирован в Государственном геральдическом регистре Республики Беларусь 23 января 2009 года № Б-147.
Варяжский щит разделен диагональю на две части. Верхняя левая часть: на голубом фоне серебряным цветом изображена лилия, нижняя правая: на золотом фоне красным цветом изображены три ягоды клубники.
На гербе изображена ягода, которая получила широкое распространение во второй половине XX века: земляника садовая, или, как её чаще называют, клубника. В значительной степени благодаря выращиванию клубники, сельчане достигли высокого уровня благосостояния. Золотой цвет, на котором расположены ягоды, символизирует достаток деревни. 

## Культура
- Дом культуры
- Музей ГУО "Дворецкий детский сад-средняя школа"

## События и мероприятия
- Ежегодно в конце июня проходит фестиваль "Лунинецкая клубника"

## Достопримечательность
Когда-то в деревне находилась усадьба Щитов (Немирович-Щитов). Однако она не сохранилась, осталось только кладбище рода Щитов.

### Памятник, скульптура
- Памятник В. И. Ленину.
- Памятник клубнике[4].

### Утраченное наследие
- Церковь Преображения Господня